# Dalbergia cearensis
Dalbergia cearensis är en ärtväxtart som beskrevs av Adolpho Ducke. Dalbergia cearensis ingår i släktet Dalbergia, och familjen ärtväxter. Inga underarter finns listade i Catalogue of Life.